# مارکو رامشتاین
مارکو رامشتاین (انگلیسی: Marco Ramstein؛ زادهٔ ۲۲ نوامبر ۱۹۷۸) ورزشکار کرلینگ اهل سوئیس است.